# His Master's Voice

HMV-etikett från 1920-talet med den klassiska "Nipper-logon".

His Master's Voice (ofta förkortat HMV) är ett ursprungligen brittiskt skiv- och grammofonmärke, vilket numera utgör en del av musikkoncernen EMI.
Märket lanserades 1909 av bolaget The Gramophone Company i Hayes i Middlesex som dess prestige- och fullprisetikett.
HMV:s logotyp visar hunden Nipper som, sittande på vad som troligen skall vara hans avlidne husses kistlock, lyssnar på dennes stämma från en grammofon, ursprungligen en målning av den brittiske konstnären Francis Barraud från 1895. Logon dyker upp på The Gramophone Companys skivor "Concert Record Gramophone" redan 1909, men först 1925 lanseras skivmärket His Master's Voice i Sverige.
Till följd av sjunkande skivförsäljning under den stora depressionen gick The Gramophone Company i mars 1931 samman med sin tidigare huvudrival Columbia Graphophone Co Ltd. och bildade EMI. Varumärket HMV bibehölls dock tills vidare oförändrat (däremot slogs Gramophones lågprisetikett Zonophone samman med Columbias dito Regal och blev Regal Zonophone).
På den svenska marknaden kallades HMV ofta Husbondens Röst, ett namn som dock aldrig stod på själva skivetiketterna.[källa behövs]